# Zorbász, a görög (regény)
Zorbász, a görög (görögül Βίος και Πολιτεία του Αλέξη Ζορμπά) Nikosz Kazantzakisz görög író regénye, amelyet először az athéni Dimitrakosz kiadó jelentetett meg 1946-ban.
A könyv arról a különleges barátságról szól, amely egy fiatal értelmiségit köt egy öregedő bányászhoz. Az előbbi egyhangú, „könyvmoly” életétől akar megszabadulni az utóbbi életörömteli egyszerű ember segítségével. A regény tárgya az író életének egyik időszakának a tapasztalatain alapul, amikor megpróbált kiaknázni egy barnakőszén-bányát a Peloponnészoszi-félszigeten egy valós személlyel, az öreg Georgiosz Zorbász bányásszal együtt. Szétválásuk után alkalmi levélváltás is volt közöttük Zorbász 1941-ben bekövetkezett haláláig. Az elbeszélő szereplő és Zorbász két különböző életstílust képvisel: az egyik értelmiségi, értelmen és pszichológiai önelemzésen alapuló, a másik anyagi, ösztönön és élettapasztalaton alapuló.
Megjelenésekor a könyvnek Görögországban alig volt visszhangja, de az 1947-ben megjelent francia fordítása népszerűvé tette és több országban számos kiadó kérte a lefordítását.
A regényt 1964-ben Zorba, a görög címmel filmesítette meg Mihálisz Kakojánisz rendező Anthony Quinn-nel és Alan Bates-szel a főszerepekben, majd 1968-ban musicalre adaptálták. A filmnek és Míkisz Theodorákisz betétdalának, a Zorba tánca című szirtakinak köszönhetően a regény a 20. század egyik legnépszerűbb irodalmi műve, és Zorbász Görögország és a görög szellem egyik szimbóluma lett.

## Összefoglaló

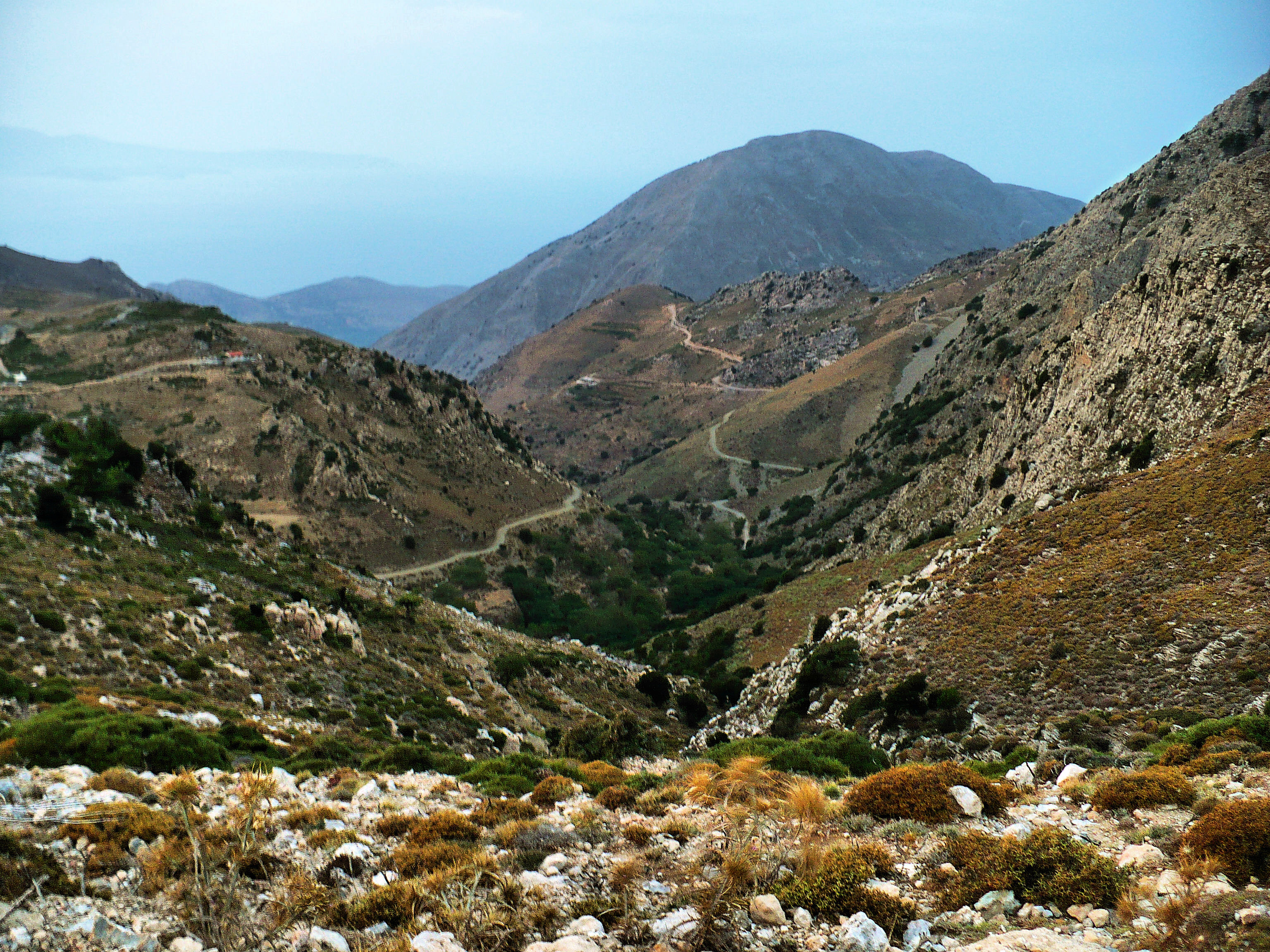
Krétai táj.

Miközben egy kávézóban ül hajnal előtt a pireuszi kikötőben, az elbeszélő, egy fiatal görög értelmiségi visszaemlékezik egy olyan eseményre, amely egy évvel azelőtt történt ugyanabban a kávézóban. Barátját, Sztavridakiszt kísérte, aki a Kaukázusba indult a üldöztetéseknek kitett görög kisebbséget segíteni. Beszélgetésük közben Sztavridakisz gúnyosan könyvmolynak titulálta barátját. Ezért ez úgy határozott, hogy félreteszi a könyveket néhány hónapra, leküzdi gyengeségét, és megismeri az életet. Amikor erre emlékszik, Kréta szigetére indul, ahol egy elhagyott szénbányát akar újranyitni és belemélyedni a paraszti világ valóságába, azokéba, akik munkából élnek.
Közel a hajója indulása előtt megszólítja egy 65 év körüli titokzatos ember, aki Alexisz Zorbászként mutatkozik be. Beszélgetésük közben szóba jön az elbeszélő úticélja, és Zorbász meggyőzi, hogy magával vigye mint mestert. Azt állítja, hogy több mestersége van, köztük a bányászat is, és meghatja az elbeszélőt határozottságával és azzal az életörömmel, amelyet sugároz. A Krétára tartó hajón Zorbász elmeséli történetét, csodálattal beszélve a természetről és kevésbé csodálattal az emberről általában.
Megérkezésükkor abba a faluba, amely közelében a bánya van, visszautasítják egy Anagnoszti nevű öregembernek és Kondomanolio kocsmárosnak az ajánlatát, hogy az egyiknél vagy a másiknál szálljanak meg. Zorbász javaslatára Hortense asszony vendégfogadójába mennek, amely egymáshoz csatolt régi fürdőkabinokból áll. Az elbeszélő a napot sétával és a táj felfedezésével tölti. A vacsoránál Zorbász nemcsak kettőjüknek terít, hanem meghívja Hortense asszonyt is. Ez, boldogan, hogy meghívták vacsorára, elkezd kurtizáni múltjáról mesélni, amikor fiatal és szép volt, és a térdén ringatta „a négy nagyhatalmat”, a francia, az brit, az olasz és az orosz haditengerészet tengernagyjait az autonóm Kréta idejében. Zorbász elkezdi csábítani szanturiján játszva és gyengéden Bubulinának szólítva.
Másnap elkezdődik a munka a bánya felújításán. Zorbász nagyon komolyan veszi feladatát. Gyakran hosszú órákon át dolgozik és az a kérése, hogy az elbeszélő ne zavarja abban az időben. Az elbeszélőnek szocialista eszméi vannak, és próbálná a faluban felvett munkásokat megismerni és barátkozni velük, de Zorbász arra figyelmezteti, hogy tartson távolságot velük szemben, mert szerinte nem tanácsos túl jól bánni velük.
A két főhős minden este hosszan elbeszélget mindenféléről: az életről, a vallásról, a múltjukról, arról, hogy hogyan lettek azokká, akikké lettek. Az elbeszélő sok mindent tud meg az életről Zorbásztól, amit soha sem ismerhetett volna meg könyvekből, és ami felfedi számára az anyagi élet és az értelem világa közötti különbséget. Amint telik az idő, Zorbász egyre mélyebb hatást gyakorol rá. Az elbeszélő számára az élet új ízt kap a falu lakóival való érintkezés révén is. Mégis nem szakít teljesen a könyvek világával, nem állja meg eleinte, hogy ne szenteljen időt egy Buddha életéről és gondolatairól szóló kéziratra. Ugyanakkor azonban gondolatai gyakran egy falubeli szép özvegyasszonyra terelődnek, akit a falu minden férfija kíván. Egy ideig nem képes vágyai szerint cselekedni, de végül Zorbász bátorítására eltölt egy szerelmes éjszakát az özveggyel.
A bányából túl kevés szén termelhető ki, és néhány akna is beomlik, ezért ott abbahagyják a munkát, de Zorbásznak az az ötlete támad, hogy béreljék ki a közeli kolostor tulajdonában levő fenyőerdőt. A kitermelt fa a hegyről való leszállítására kiépítenének egy drótkötélpályát. Zorbász Iráklióba megy beszerezni a szükséges felszereléseket, de sokáig marad el. Az elbeszélő próbálja vigasztalni Hortense asszonyt azt mondva neki, hogy szeretője feleségül akarja venni, azért ment el, hogy megrendelje a házasságkötéshez szükséges ruhákat. Zorbász végül húsvét előtt visszatér, kibéreli az erdőt és elkezdi a kötélpálya megépítését.
A húsvét utáni napok tragikusak. Pavli, a falu első emberének fia megöli magát, mert szerelmes a szép özvegybe, és az visszautasítja, ezért az asszony gyilkosság áldozata lesz. Hortense asszony is meghal néhány napig tartó betegség után.
Zorbász ötlete meghiúsul, amikor már első működtetésekor a kötélpálya összeomlik. Az elbeszélő tőkéje kimerült, és el kell hagynia a szigetet, de a kudarc ellenére az, amit megtapasztalt Zorbász társaságában visszaadta az életkedvét. Elindulása előtt rossz előérzete van, ami igazolódik, ugyanis az Athénba induló hajóra való felszállása előtt táviratot kap Sztavridakisz haláláról.
Öt éven át az elbeszélő és Zorbász külön-külön utazgatnak a Balkánon és Európában, levelek útján tartva a kapcsolatot. Amikor Berlinben van, az elbeszélő táviratot kap Zorbásztól, aki meghívja, hogy nézzen meg egy gyönyörű zöld követ, de az elbeszélőt nehéz életkörülményei megakadályozzák abban, hogy egy haszontalannak tűnő utazásra vállalkozzon. Erre Zorbász azzal vádolja, hogy csak egy szépségre érzéketlen firkász, és megszakít vele minden kapcsolatot. Ezután az elbeszélőt folyton Zorbász gondolata foglalkoztatja, és elkezd könyvet írni róla. Alig fejezi be, amikor levelet kap Szerbiából Zorbász haláláról. Özvegye meghívja, hogy jöjjön el a ráhagyott szanturiját átvenni.

## Szereplők
- Az elbeszélő 35 éves értelmiségi, aki az olvasásért rajong. Krétán való tartózkodása előtt buddhista olvasmányai hatására az aszketizmus vonzotta, és magányosan, szomorúság nélkül, de öröm nélkül is próbált élni, annak az eszmének a hatására, hogy az élet csak hosszú álom. A könyvek világába menekült mindig, amikor az élet örömei vagy viszontagságai közelébe került.
- Alexisz Zorbász Georgiosz Zorbász bányász irodalmi változata. Magas, erős, szikár, 65 év körüli ember, aki több mesterséget gyakorolt. Harcolt Kréta felszabadításáért az 1897-es görög–török háborúban(wd), majd Pavlosz Melasz(wd) oldalán Macedóniában(wd) a bolgár komitácsik ellen. Sokat utazott, és csak élete vége felé telepedett le.
- Hortense asszonyt, akit Zorbász Bubulinának szólít, a szerző kicsi, kövérkés, lenszőke hajú öregedő nőként írja le. Francia, és kabaréénekes volt Párizsban, Bejrútban és Alexandriában, majd Krétán telepedett le. Mondása szerint basák és tengernagyok szeretője volt. Fogadót és kis boltot nyitott a szigeten.
- Szurmelina szép, csábító özvegyasszony. A falubeli férfiak mind kívánják. Kegyetlenül megölik.
- Pavli beteges, 20 év körüli fiatalember, a falu első emberének fia. Szerelmes Szurmelinába, aki visszautasítja. Ezért a tengerbe veti magát.
- Mavrandoni sasorrú, szigorú képű, nagyúr kinézetű öregember, a falu első embere, az elbeszélő által kibérelt bánya tulajdonosa. Megöli és lefejezi Szurmelinát az összegyűlt falubeliek előtt.
- Anagnoszti bácsi hosszú, nyugodt életet élt és gyermekei és unokái körében tölti öreg napjait. Az a meggyőződése, hogy az embernek nem érdemes élnie, ha már nem bír gyerekeket nemzeni.
- Kondomanolio jó karban levő, fürge öregember, a kocsma és egyben mészárszék tulajdonosa.
- Mimitho a falu hülyéje, aki abból él, hogy a falubeliek apró munkákra alkalmazzák.
- Manolakasz a falu mezőőre, Pavli unokatestvére. Próbálja megölni Szurmelinát, de Zorbász megakadályozza ebben.
- Lola irákliói prostituált. Zorbász vele mulat az alatt az idő alatt, amelyet a városban tölt.
- Zachariasz az erdőt birtokló kolostor bolond szerzetese. Felgyújtja a kolostort, mert bűnösnek tartja, majd hirtelen halál éri a tenger partján.

## A regény keletkezése

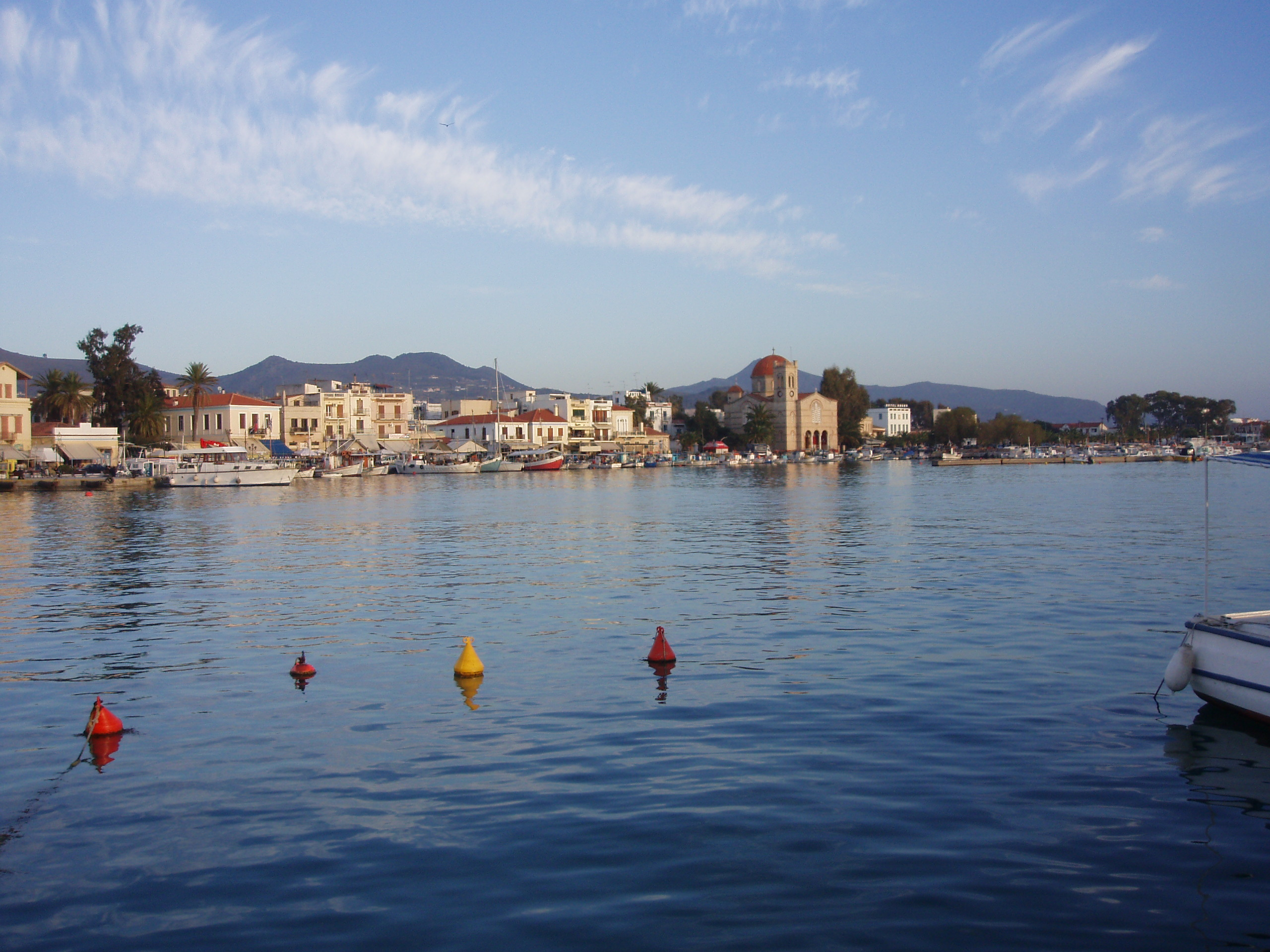
Ejina szigete, ahol a regény íródott.

Kazantzakisz első regényét, a Zorbászt, a pireuszi kikötőtől másfél órányi hajóúton levő Ejina-szigeten írta meg, ahol háza volt 1937 óta. 1941-ben vonult vissza oda, amikor a német hadsereg elfoglalta Görögországot. A megszállás időszaka tragikus volt a görög nép számára. Peter Bien, az író amerikai biográfusa és fordítója szerint a regénnyel Kazantzakisz a népéhez próbált szólni, és azonosulni sorsával.
A könyv írása viszonylag könnyen haladt 1941 decemberéig, ameddig 150 oldala készült el, de az író csak 1943 májusában fejezte be. Gyakran írt fekve, hogy megőrizze energiáját, főleg az 1941 telén bekövetkezett éhínség idejében, amikor félmillió ember halt meg Görögországban.

## A regény megjelenése
A Zorbász első kiadása 1946-ban jelent meg az athéni Dimitrakosz kiadónál, és nem ért el sikert. Franciaországban a következő évben adták ki, és nagy volt a sikere, az író meglepetésére. Más országokban is megvették fordításának jogát. 1949-ben megjelent svédül, majd 1951-ben portugálul, 1952-ben németül és angolul, 1953-ban norvégul, 1954-ben spanyolul, dánul és finnül, 1955-ben olaszul és szerb-horvátul.
1954-ben, a párizsi nemzetközi könyvvásáron a regény megkapta a Legjobb külföldi könyv-díjat, ami a szerzője szerint „erkölcsi szempontból különösen jelentős” volt. Ez a díj hívta fel a könyvre a görögországi kritika és olvasók figyelmét. Az író némileg átdolgozta, és 1954-ben újból kiadta a Dimitrakosz kiadó, majd háromszor egy másik kiadó, végül 1964 óta többször az Eleni Kazantzakisz kiadó.
A legtöbb fordítás 1964 után, a regényen alapuló film bemutatása után jelent meg, végül összesen csaknem 40 nyelven. Magyarra Papp Árpád és Szabó Kálmán fordította le, és először 1967-ben jelentette meg az Európa Könyvkiadó, majd 2008-ig még ötször adták ki.

## A regény forrásai
A Zorbász, a görögöt az író életének egyes tapasztalatai ihlették meg, fiatalkorának több eseménye, főleg a Georgiosz Zorbásszal való kapcsolata, de ennek személyisége és élettörténete is. A főforrás a közös vállalkozásuk története anélkül, hogy a regénybeli elbeszélő szereplő teljesen azonosítható lenne az íróval. Konkrét elemek tekintetében a szerző Zorbász keresztnevét és a cselekvés helyét változtatta meg. Egyébként Kréta az, ahol az író született és gyermekkorát töltötte. Ismerte a sziget falvai lakóinak az életét.

### A Georgiosz Zorbásszval való barátság
Kazantzakisz 1916-ban ismerkedett meg Zorbásszal. Barátok lettek korkülönbségük ellenére. Zorbász meggyőzte, hogy társuljanak egy szénbánya kitermelésében a Peloponnészoszi-félszigeten. Az a hely, ahol a két férfi élt ott, megmaradt a lakosok emlékezetében. Az író második felesége, Eleni Kazantzakisz szerint „az [...] öregek emlékeztek még Kazantzakiszra és büszkén mutatták meg [neki] [Kazantzakisz és Zorba] a már azóta leromlott kunyhóját és azt a barlangot, ahova Nikosz húzódott vissza, hogy olvashasson és írhasson.” A helybéli parasztok tisztelet és félelem keverékével nézték Kazantzakiszt és, mivel sétái közben olvasni látták, azt hitték, hogy az író boszorkányságról szóló könyvet tanulmányoz.
A kitermelés kudarcba fulladt és a két barát szétvált 1917-ben. Zorbász a Halkidikí-félszigetre ment, majd Szerbiába, Kazantzakisz pedig Svájcba, ahol csaknem egy évig lakott Janisz Sztavridakisz krétai barátjánál, aki konzul volt Zürichben. 1918-ban Kazantzakisz vezette a konzulátus ügyeit helyetteseként, mert barátja beteg volt és el kellett mennie Görögországba, majd Párizsba. Abban az időben Zorbász néhány levelet írt volt társának.

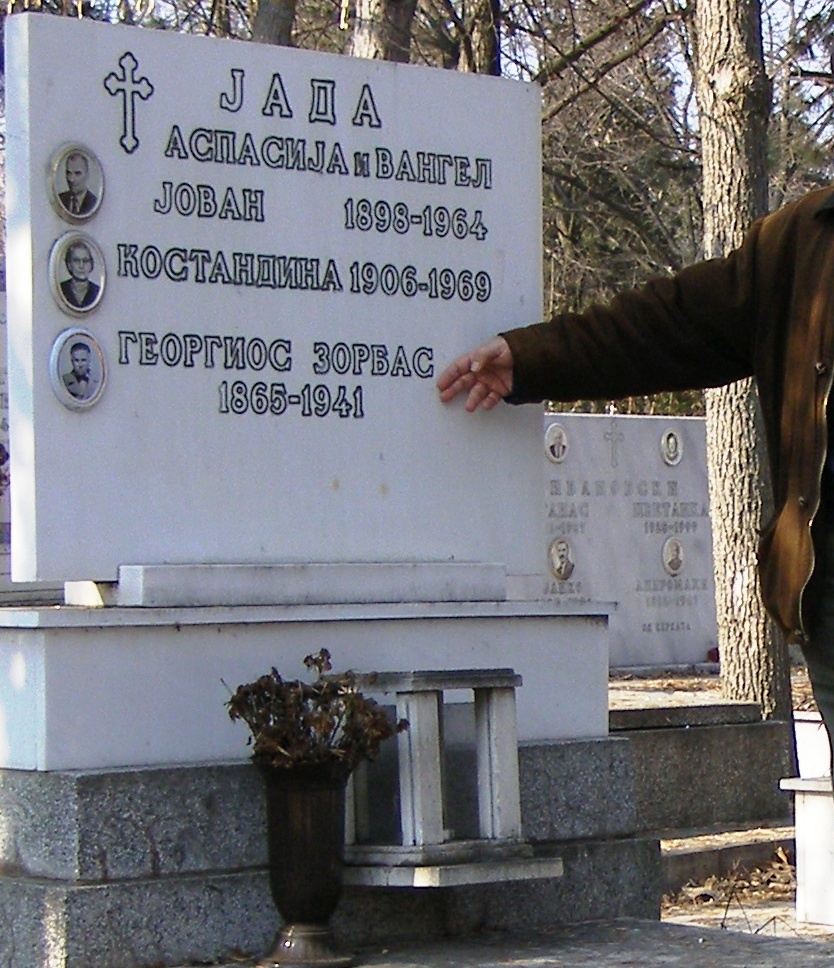
Zorbász sírja Szkopjéban.

1919-ben Elefthériosz Venizélosz miniszterelnök kinevezte az írót főigazgatónak a Közsegélyezési minisztériumban. Ebben a minőségében 150 000 kaukázusi görög kimentését vezette, akiket a bolsevikok azért üldöztek, mert a fehéreket támogatták az oroszországi polgárháborúban. Csapatában volt Sztavridakisz és Zorbász. Ennek fia, Manolisz azt állította sokkal később: „Tudta Kazantzakisz, mit tesz, amikor Zorbászt magával vitte. Csak ez tudta kimenteni a küldöttség tagjait azokból a nehézségekből, amelyek rájuk vártak.” Sztavridakisz ugyanabban az évben meghalt tüdőgyulladásban Tbilisziben, ami mélyen megviselte az írót. Venizéloszt nem választották újra 1920-ban, és Kazantzakisz elveszítette állását a kormányban.
1922-ben, amikor Zorbász Szerbiában élt, levélben azt javasolta az írónak, hogy egymás közelében éljenek. Levelezésük alkalomszerűen 1941-ig, Zorbász haláláig tartott.

## Elemzés

### Főtéma
A regény központjában két életstílus ellentéte áll, amelyeket a két főhős képvisel, az elbeszélő és Zorbász: az egyik értelmiségi, a másik anyagi. Ezek azt a két aspektust teszik ki, amelyeket a görög szellem hangol össze, az elmélkedőt és a dinamikust, a Friedrich Nietzsche által leírt egyrészt apollóni, másrészt dionüszoszi indíttatást.
Már az első találkozásukkor a főszereplők ösztönösen vonzzák egymást, éppen természeti különbségük miatt. Az elbeszélő az ész embere, pszichológiai elemzésre és önvizsgálatra hajlamos, esetlen az emberekkel való viszonyban, miközben Zorbász autodidakta kalandor, akit ösztönei irányítanak és bizalmatlan az írott szóval szemben. Mindkettőt megbotránkoztatja a másik viselkedése: az elbeszélő észszerűsége és önmérséklete szemben áll Zorbász anarchikus és kicsapongó voltával. A két partner vesztes vállalkozásaiban, de mindkettő nyertes szellemi téren azzal, hogy felfedeznek magukban olyan képességeket, amelyekről addig nem tudtak. Az értelmiségi megtanul az élet viszontagságaival bátran és örömmel küzdeni, miközben Zorbász megérti a mértéktartás szükségét.
Kazantzakisz alkalmazza azt a pedagógiai aktust, amely a pikareszk regényben jelent meg. Ebben filozófiai eredetű iróniával felcserélődnek a klasszikus gazda–szolga szerepek, mint a Don Quichotte – Sancho Panza pár esetében. A szolga gazdává válik pedagógiai szempontból, miközben a társadalmi értelem szerinti gazda elfogadja a tanuló szerepét, amikor a valós életről van szó. A két főhős ellentéte, akik minden szempontból különböznek egymástól (társadalmi státuszban, képzettségben, élet- és emberismeretben stb.) annak az ellentétnek a kifejezése, amely a görög filozófia képviselte ősi világ és a nyugati, a bergsoni filozófia és a nitzschei nihilizmus képviselte modern világ között van.

### Filozófiai értelmezés

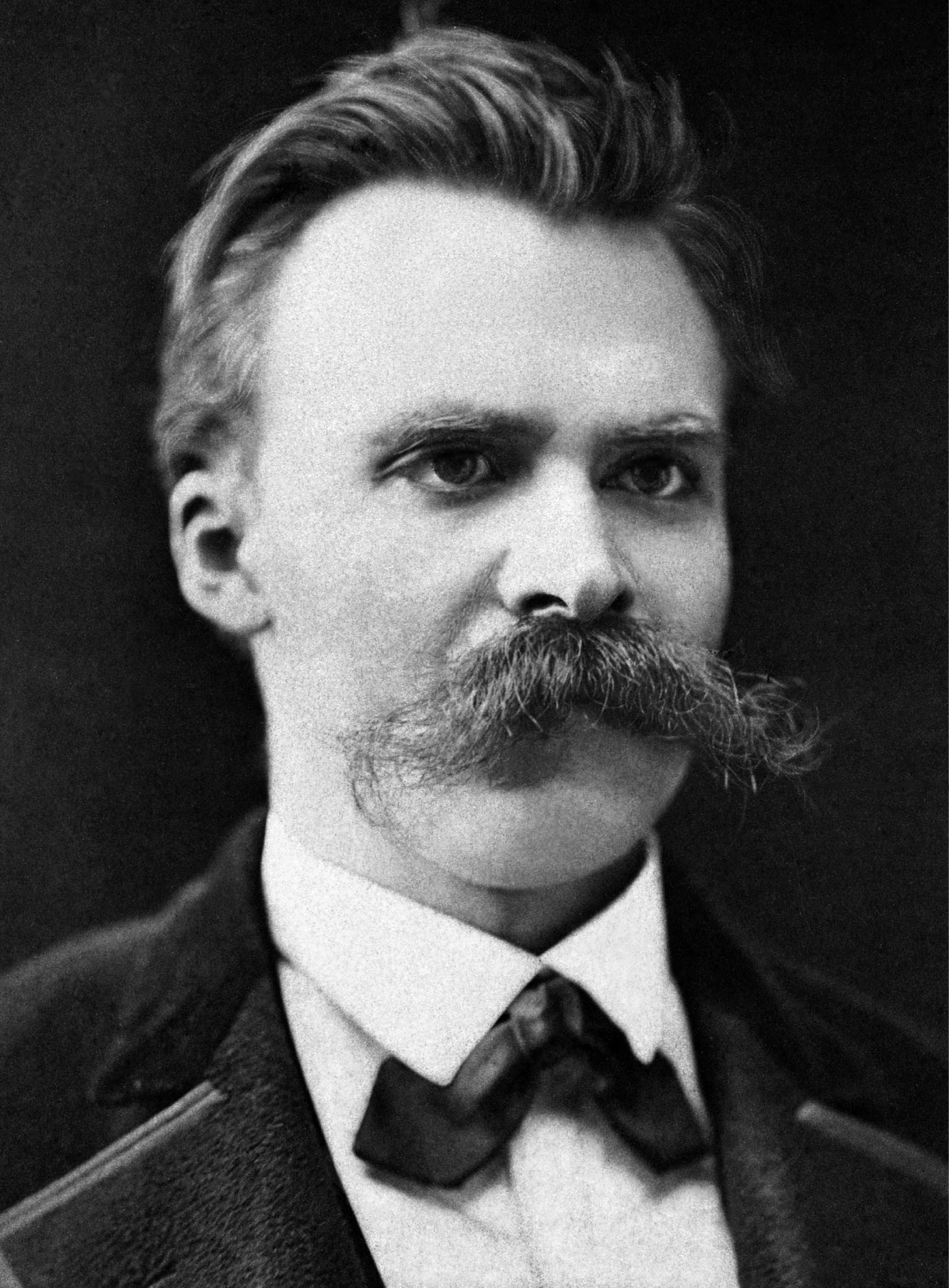
Friedrich Nietzsche filozófiája nagy hatással volt Kazantzakisz gondolatvilágára.

A regényben a szerző kihangsúlyozza filozófiai szempontból azt, hogy az elbeszélő elhagyja kezdeti terméketlen, buddhista lemondásra alapuló szellemiségét. Ez a szellemiség abból indul ki, hogy az ember elméjének kiürítése lehetővé teszi, hogy megértse azt, ami öntudatán túl van. Az érintkezés Zorbásszal, aki az anyagiság szimbóluma, segíti az elbeszélőt abban, hogy túlhaladja ezt a szellemiségtípust, ezzel felszabadulva úgy a reménytől, mint a félelemtől. Ez az új szemlélet például abban az irracionális, Zorbásszal megosztott örömben nyilvánul meg, amelyet a kötélpálya összeomlása vált ki belőlük. Felfedezi hogyan kell írni terméketlen művészből termékennyé válva, elme és ösztön kibékülése révén.
Mégis az elbeszélő nem válik Zorbászhoz hasonló személlyé, mivel analitikus elméje szétválasztja az ellentétes elemeket és elutasítja az élet ellentmondásait, miközben az öreg bányász elfogadja őket. Ezért, amikor a katasztrófa után az elbeszélő azt állítja, hogy most már szabad, Zorbász ellentmond neki. Szerinte az elbeszélő valamivel szabadabb, mint mások, de ahhoz, hogy egészen szabad legyen bolondnak kéne lennie, mindent kockáztatnia, nem kellene, hogy annyi esze legyen, mint amennyi van. Akkor lenne boldog, ha nem értene meg mindent.
A két gondolkodásmód ellentéte, ami a regény lényegi eleme, gyakran feszült. Az emberi természet két különböző oldala, az értelmi és az anyagi közötti elkerülhetetlen szellemi konfliktust képviseli. A szerző szerint ez a szembenállás szükséges, sőt lényeges az alkotási folyamatban. Az elbeszélővel ellentétben, aki racionális, Zorbász szenvedélyesen szeret és gyűlöl, nevet és sír, érzelmeit ténylegesen éli meg. Tánccal fejezi ki magát, amelyet öntudatlanul psichoanalitikus eszközként alkalmaz saját magára, mert ez segíti őt levezetni a túl erős érzelmeket. Egyszer, amikor fazekasként dolgozott, levágta az egyik ujját, mert zavarta a munkában. Ez a bolond cselekedet tükrözi az egyazon személyben létező tipikusan nitzschei alkotás–rombolás kettősséget.

### Politikai értelmezés

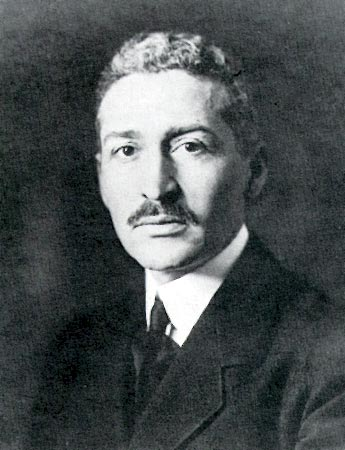
Sztavridakisz szereplő Ion Dragumisz nacionalista nézeteit képviseli a regényben.

A regény a hagyományos nacionalizmus és a békés hazafiság közötti ellentétet is tükrözi. Az előbbit Sztavridakisz, az utóbbit Zorbász képviseli. A könyv elején Kazantzakisz leírja Ion Dragumisz nacionalista ideológiájának néhány elemét, amelynek híve volt 1922-ig. Leveleiben és beszélgetéseik alkalmával Sztavridakisz úgy készteti az elbeszélőt közszolgálatba lépni és a kaukázusi görögök kimentésében közreműködni, hogy olyan szavakhoz folyamodik mint Konstantinápoly, kötelesség, örök Görögország, haza-anya stb. Zorbász újraértelmez minden Sztavridakisz által használt fogalmat, arra bírva az elbeszélőt, hogy hagyjon fel a régi nacionalista közhelyekkel. Az öreg bányász megélte a háború borzalmait és szégyelli, hogy nacionalista harcos volt. Úgy fogalmaz, hogy „megszabadult a hazától” miután mindenféle atrocitásokban vett részt. Azok után már nem érdekli, hogy valaki ilyen vagy olyan nemzetiségű, hanem csak az, hogy jó ember-e vagy rohadék.
A regény vége felé Sztavridakisz megjelenik az elbeszélő álmában és szemére hányja, hogy elfelejtette. Az elbeszélő néhány ókori stílusú, valódi érzelemtől mentes verssort szaval el neki. Ezzel Kazantzakisz azt kifejezi ki, hogy az idők megváltoztak, és hogy a görög nacionalizmus már összeférhetetlen Görögország valóságával. A regényt a görög nép nagy szenvedéseinek korában írta, ezért mintegy lelket akart önteni belé a könyv alapvető mondanivalójával, azzal, hogy az öröm diadalmaskodik a szenvedés felett. Zorbász személyében a görög nemzeti szellem imázsát nyújtja: erős, de nem szigorú, magabiztos, de nem agresszív, örömét kinyilvánító és görögségére büszke. Zorbász fegyverei a durvaság és az élet igazságtalanságai ellen az ellenállás, az egyszerűség, a humor, az együttérzés, a természet és az ember iránti szeretet.

### A főhős Zorbász
Zorbász nem sokat járt iskolába, de jól ismeri az életet. A tapasztalatok sokkal fontosabbak számára, mint az iskolai oktatás. Kifelé forduló, szenvedélyes, de ugyanakkor metafizikai kérdések is foglalkoztatják az élet értelméről: ki alkotta meg a világot és miért?, honnan jön az ember és merre tart? miért hal meg?
Kazantzakisz bölcsnek látja Zorbászt és ugyanabban a szellemben írja le, mint amelyben Platón Szókratészt „védte”. Egyes kritikusok szerint Zorbász cselekedetei közvetlenül tükrözik Nietzsche filozófiai eszméit, amelyeket Kazantzakisz Párizsban töltött egyetemi éveiben tanulmányozott. Zorbász az „emberfeletti ember”, aki tudja, hogy a világ nem tökéletes, nem észszerű, nem rendezett és nem állandó. Úgy éli életét, mintha minden pillanatban meghalhatna, a carpe diem („szakítsd le a napot”) latin szállóige szerint. Éles ellentéte az író apjának, a hatalmaskodó Michalisz Kazantzakisz kereskedőnek és földbirtokosnak. Fia gyűlölte és sokáig félt tőle.
A szereplő érzi az életet, nem elmélkedik felette, lenézi azokat, akik az életről írnak anélkül, hogy igazából megélték volna, akik kerülik a kellemetlenségeket és passzívan szemlélik az élet folyását.
Zorbász dionüszoszi (elragadtatott és spontán) szellemét az elbeszélő apollóni (racionális és rendezett) szellemével ellentétbe helyezve, a szerző mítoszt alkot és a cselekvés és a cselekvéstelenség, az akarat és a beletörődés közötti erkölcsi ellentétet tükrözi. Zorbász szellemi nagysága vagy bolondsága az emberfeletti emberéi lehetnek.

## Kritikák
Nikosz Kazantzakisz jelentősége a világirodalomban még a 21. században is meg nem határozott. A 20. század legismertebb görög írója, de a legvitatottabb is. Életművéről még mindig vannak teljesen ellentétes vélemények: egyes kritikusok mélyen tisztelik, mások ellenségesek iránta. Például Morton P. Levitt és Kimon Friar kritikusok a 20. század legnagyobb írói közé sorolják James Joyce, Thomas Mann, D. H. Lawrence, Franz Kafka és Marcel Proust mellé. Peter Bien úgy véli, hogy regényeinek népszerűsége romantizmusuknak és egzotizmusuknak köszönhető, valamint annak a mondanivalónak, hogy „irracionális életszemlélet pozitív is lehet”. Ennek értelmében az emberi sors áldozat és hősiesség összetétele, amelyet a szabadságra való törekvés tart fenn. A szerző Istenről szóló filozófiai felfogása jelentős akadémiai érdeklődést keltett a 20. század vége felé, és több elemzési tanulmány jelent meg műve filozófiai és vallási összetevőjéről.
Ami a Zorbász, a görög regényt illeti, ez Kazantzakisz legismertebb és legnépszerűbb műve. A kritikusok többsége nagyra értékelte Zorbász vidám és földi figuráját, de egyesek úgy vélték, hogy a cselekmény fejlődése és Zorbász irodalmi arcképe nem meggyőző, azt is felróva a szerzőnek, hogy saját filozófiájának propagálására használta a regényét.
Peter Bien szerint Kazantzakisz művének egyik jelentős negatív vonása a szexista és nőgyűlölő nézete. Az író férfiak által megélt eseményeket ír le, valamint férfiak történelemről, vallásról, munkáról vagy az életről való eszméket, miközben a nők gyenge, felületes és veszélyes lényekként jelennek meg, gyakran akadályt képezve a férfiak azon törekvésével szemben, hogy az anyagitól a szellemi felé emelkedjenek.

## Adaptációk

### A film

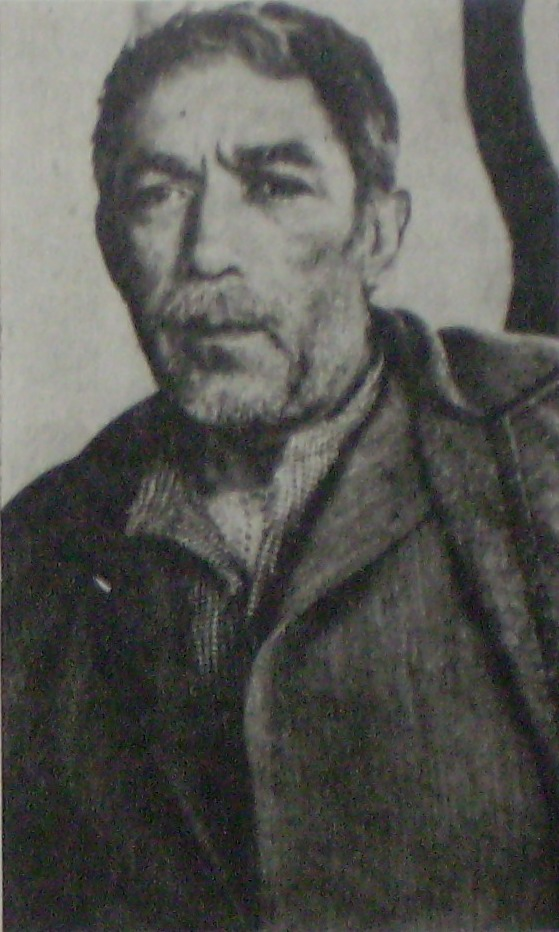
Anthony Quinn Zorbász szerepében.

A regény első adaptációja a Zorba, a görög című görög-brit, 1964-ben bemutatott film volt. Mihálisz Kakojánisz volt a producere, forgatókönyvírója, rendezője és vágója is. Főbb szereplői Anthony Quinn (Zorba), Alan Bates (Basil, az elbeszélő), Irene Papas (az özvegy) és Lila Kedrova (Bubulina).
A filmben az elbeszélő egy görög-brit értelmiségi, ami nemzetközivé teszi az általa és Zorbász által képviselt nézetek ütközését. Néhány örömteli momentumon kívül a film légköre elég sötét, mivel Kakojánisz szerint Kazantzakisz gyűlölte görög honfitársait, és a rendező ezt próbálta kifejezni. Peter Bien szerint, aki jelen volt a forgatáson, Kakojánisz félreértette az irodalmi művet, amit az bizonyít, hogy elhagyta a végét, amely másként értette volna meg a nézővel Zorbász történetét. Azt is felrótták a filmnek, hogy elősegíti sztereotip kép megalkotását a görög életstílusról.

### Zenei adaptációk
1968-ban musicalre adaptálta a regényt Zorba címmel John Kander zeneszerző Joseph Stein librettójával és Fred Ebb dalszövegeivel. New Yorkban a Broadwayen, az Imperial Theatre színpadán mutatták be Harold Prince rendezésében. Főszereplői Zorba és Nikos, egy fiatal amerikai, aki egy bányát örökölt Krétán.
2010-ben egy német nyelvű musicalt alkotott Konstantin Wecker zeneszerző, Claus J. Frankl librettóíró és Markus Munzer-Dornstammt dalszöveg-író, amelyet az ingolstadti szabadtéri színpadon mutattak be.

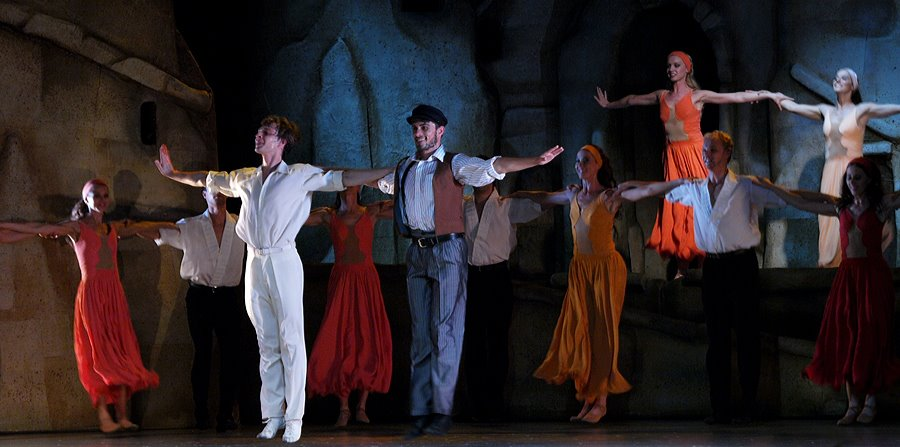
Míkisz Theodoákisz balettje a szloveniai Mariborban, 2008-ban.

Míkisz Theodorákisz kétfelvonásos balettet komponált (olaszul) Zorba il Greco címmel Lorca Massine koreográfiájával, amelyet 1988-ban mutattak be a veronai Arénán tartott fesztiválon.

## A regény öröksége
Zorbász világszerte elismert görög kulturális és művészeti termék lett. A film zenéje híressé tette úgy Kakojánisz filmjét, mint Kazantzakisz könyvét. A film 1964-ben történt bemutatása óta Zorbászt kereskedelmileg is kiaknázzák, neve csaknem mindenütt jelen van a világban, görög specifikumú boltok és vendéglátóhelyek cégtábláin, valamint görög eredetű termékeken.

## Kapcsolódó szócikk
- Zorba, a görög